# Vila Sônia
Vila Sônia est un district situé dans la partie ouest de la municipalité brésilienne de São Paulo. C'est l'endroit où se trouve la dernière station de la ligne 4 - Jaune du métro de São Paulo et de ViaQuatro, qui a ouvri le 17 décembre 2021,.
Le district de Vila Sônia appartient à la sous-préfecture de Butantã, limitrophe des districts de Rio Pequeno, Butantã, Raposo Tavares, Morumbi, Campo Limpo et Vila Andrade, en plus de la municipalité de Taboão da Serra. Au cours des dernières décennies, il a connu une très forte croissance immobilière, initialement proche de la frontière avec le quartier de Morumbi, avec des développements pour les classes moyennes et moyennes supérieures, dans le quartier il y a quelques zones plus périphériques comme Jardim Jaqueline, où il y a est une favela du même nom. Jardim Colombo est un quartier avec de nombreuses copropriétés, mais il y a une favela dans le quartier du même nom.

## Histoire
Les terres de la région appartenaient au docteur Antonio Bueno et Joaquim Manuel da Fonseca, et le nom de Vila Sônia a été donné en l'honneur d'une des filles d'Antonio Bueno. C'est une région relativement nouvelle de la ville de São Paulo, et dans les années 50, elle n'avait même pas d'électricité ni d'eau courante. Le développement de la région n'a véritablement commencé que dans les années 1960.
Le quartier compte deux centres commerciaux, tous deux à la frontière avec d'autres quartiers : Raposo Shopping à la frontière avec le district de Rio Pequeno et Butantã Shopping à la frontière avec le district de Butantã.

## Subdivisions
Vila Sonia a les quartiers suivants :
- Conjunto Residencial do Morumbi
- Ferreira
- Jardim Alvorada
- Jardim Celeste (Butantã)
- Jardim Colombo
- Jardim das Vertentes
- Jardim Jaqueline
- Jardim Jussara
- Jardim Leila
- Jardim Leonor (partie)
- Jardim Londrina
- Jardim Monte Kemel
- Jardim Olympia
- Jardim Peri Peri (partie)
- Jardim Taboão
- Jardim Trussardi
- L'Habitare
- Lar São Paulo
- Super Quadra Morumbi
- Vila Albano
- Vila Inah
- Vila Morse
- Vila Sônia
- Vila Susana